# Dario Morello (pugile)
Dario Morello, soprannominato Spartan, (Cetraro, 28 giugno 1993) è un pugile italiano, Campione Nazionale e WBO Global Pesi welter - UBO International Champ Pesi medi - UBO European Champ Pesi medi - WBC Mediterranean Champ Pesi medi - Campione Italiano Pesi Medi.

## Carriera
Esordisce agonisticamente da schoolboy nel 2007 a 14 anni. Nel 2008 a Cantalupa vince il suo primo Titolo Italiano, al sesto match in carriera. Dopo qualche mese si aggiudica il Torneo Azzurrini e da lì la convocazione in Nazionale. 
Nel 2009 si conferma Campione Italiano nella categoria Cadetti e nello stesso anno riconquista il Torneo Azzurrini nella medesima categoria.
Nel 2010 partecipa ai Mondiali Youth a Baku e reduce da quest'esperienza conclude la stagione vincendo il Titolo Nazionale anche nella categoria Youth. Nel 2011, dopo 3 primi posti in diversi tornei internazionali si ritira dai Campionati Italiani a causa di un infortunio al gomito. Nel 2012 esordisce nella categoria Elite, aggiudicandosi il Guanto d'oro a Firenze e il primo posto alla 90ª edizione dei Campionati Italiani Assoluti di Roma. Tra il 2013 e il 2015, si aggiudica diverse medaglie internazionali e vanta importanti partecipazioni alle Universiadi di Kazan 2013, piazzandosi al quinto posto, e la prima edizione dei Giochi Europei di Baku 2015. Conclude la carriera dilettantistica conquistando la Medaglia d'oro ai Campionati Universitari di Milano 2014.
Esordisce nel professionismo a 21 anni il 26 settembre 2015 vincendo per KOT alla 2ª ripresa. Dopo 8 vittorie consecutive, il 23 luglio 2017 conquista la cintura di Campione Italiano dei Pesi Welter in un derby tutto calabrese, contro il Campione in carica Tobia Giuseppe Loriga. Difende la cintura nel match seguente contro il siciliano Gaetano Guttà, vincendo ai punti. Lascerà vacante il Titolo Italiano a causa di un infortunio al polso. Il 28 giugno 2019, giorno del suo compleanno si regala la vittoria del Titolo WBO Global contro il campione nazionale belga Ahmed El Hamwi. Il 19 settembre 2019 arriva la prima sconfitta contro l'inglese Luther Clay: Morello perde così la cintura di Campione WBO Global.
Il 2 luglio 2022 porta a casa “alla maniera forte” la cintura internazionale UBO dei pesi medi imponendosi per KOT in 5 tempi sull’olandese Melvin Wassing. Il 19 novembre 2022 si regala il secondo titolo dell’anno vincendo il titolo Europeo UBO frutto di un’esaltante prestazione ai danni del Georgiano Giorgi Umekarashvili che è costretto a cedere ai punti per decisione unanime in 8 tempi.
Il 15 dicembre 2023 regalo di Natale anticipato per Spartan che conquista il prestigioso titolo WBC Mediterranean dei pesi medi nell’edizione numero 4 della serata di boxe “TAF”. Triplo 97-93 per Morello che suggella 10 round di totale dominio sul pur valido Joshua Mnomah.
Il 13 Aprile 2024, dopo una lunga dialettica social con Luca Chiancone, difende vittoriosamente la cintura WBC pesi medi del Mediterraneo per decisione unanime, con il seguente punteggio: 96-94.
Il 16 novembre 2024 difende per la seconda volta la cintura WBC Mediterranean dei pesi medi contro Felice Moncelli, vincendo ai punti con il seguente punteggio: 97-93/98-92/99-91. L'evento è stato anche trasmesso in diretta nazionale sul canale SportItalia HD.
Il 17 Maggio 2025 Morello dopo una fase di build-up molto calda dell’evento, si impone in un match capolavoro contro il fiorentino in forze al team Fragomeni, Yassine Hermi. Dopo un KD subito a 20 secondi dall’inizio Spartan risale la china con estrema freddezza e lucidità. Hermi frustrato e stanco nella seconda parte del combattimento si arrendeva alla superiorità tattica di Morello che si portava round dopo round il match a casa e di conseguenza la cintura di campione italiano dei pesi medi. L’evento è stato trasmesso sul 20 del digitale terrestre, “ITALIA2” appartenente all‘Emittente Mediaset .